# Acridotheres
Acridotheres is een geslacht van zangvogels uit de familie  spreeuwen (Sturnidae).

## Soorten
Het geslacht kent de volgende soorten:
- Acridotheres albocinctus – Witkraagmaina
- Acridotheres burmannicus – Jerdons maina
- Acridotheres cinereus – Vaalbuikmaina
- Acridotheres cristatellus – Kuifmaina
- Acridotheres fuscus – Junglemaina
- Acridotheres ginginianus – Oevermaina
- Acridotheres grandis – Grote maina
- Acridotheres javanicus – Javaanse maina
- Acridotheres leucocephalus – Wijnborstmaina
- Acridotheres melanopterus – Zwartvleugelmaina
- Acridotheres tristis – Treurmaina